# Historia Kopciuszka (seria)
Historia Kopciuszka (tytuł oryginalny: A Cinderella Story) – seria filmów (od drugiej części musicali) dla młodzieży produkcji Warner Bros. Entertainment, będącymi współczesnymi wersjami klasycznej bajki o Kopciuszku. 
Pierwszy film nakręcił Mark Rosman. Kolejnym reżyserem był Damon Santostefano. Każda część serii opowiada o innych bohaterkach. Odtwórcznyniami głównych ról zostały: Hilary Duff, Selena Gomez i Lucy Hale.

## Filmy
| Rok  | Polski tytuł                     | Oryginalny tytuł                     | Główna rola   | Reżyseria          | Premiera                           |
| ---- | -------------------------------- | ------------------------------------ | ------------- | ------------------ | ---------------------------------- |
| 2004 | Historia Kopciuszka              | A Cinderella Story                   | Hilary Duff   | Mark Rosman        | 10 lipca 2004 11 marca 2005        |
| 2008 | Kopciuszek: Roztańczona historia | Another Cinderella Story             | Selena Gomez  | Damon Santostefano | 16 września 2008 28 listopada 2008 |
| 2010 | Współczesna historia Kopciuszka  | Elle: A Modern Cinderella Tale       | Ashlee Hewitt | Damon Santostefano | 24 kwietnia 2010 26 listopada 2011 |
| 2011 | Kopciuszek: W rytmie miłości     | A Cinderella Story: Once Upon A Song | Lucy Hale     | Damon Santostefano | 6 września 2011                    |

## Opis fabuły

### Historia Kopciuszka, 2004
Historia Kopciuszka to współczesna opowieść o kopciuszku. Nastolatka jest zmuszana przez macochę do wykonywania najcięższych prac domowych. Jedyną odskocznią od przykrej rzeczywistości jest dla niej internetowa korespondencja z nieznajomym chłopakiem. 

### Kopciuszek: Roztańczona historia, 2008
Kopciuszek: Roztańczona historia to historia innego Kopciuszka. Mary (Selena Gomez) jest współczesnym Kopciuszkiem i zamiast szklanych pantofelków zakłada buty do tańca, natomiast Joey (Drew Seeley) jest czarującym księciem – nowym szkolnym kolegą, który szuka dziewczyny.